# Јона (Шкотска)
Јона (енгл. Iona), мало острво са истоименим манастиром на западној обали Шкотске, део Унутрашњих Хибрида.

## Манастир Јона
Манастир на острву Јона основао је Свети Колумба, ирски мисионар који је 563. године донео хришћанство у Шкотску. Почев од тада, манастир Јона играо је важну улогу у покрштавању Шкотске и северне Енглеске. Колумба и његови ученици су до његове смрти (597) покрстили највећи део Далријаде и краљевине Пикта, а Колумбине мошти, похрањене у Јони, поштоване су као највећа светиња у Шкотској. Монаси из Јоне, Ејдан и Финан, су 635. основали манастир Линдисфарен и покрстили Нортамбрију. Око 800. године манастир су похарали Викинзи, али је остао важно духовно средиште у Шкотској. Око 840. Кенет Мекалпин, први краљ Шкотске, пренео је мошти Светог Колумбе у Скон код Перта, како би подигао углед своје нове престонице, али је Јона сачувала велики углед. Ту је 860. сахрањен Кенет Мекалпин и сви његови наследници у наредна два века.